# Bietenrooier

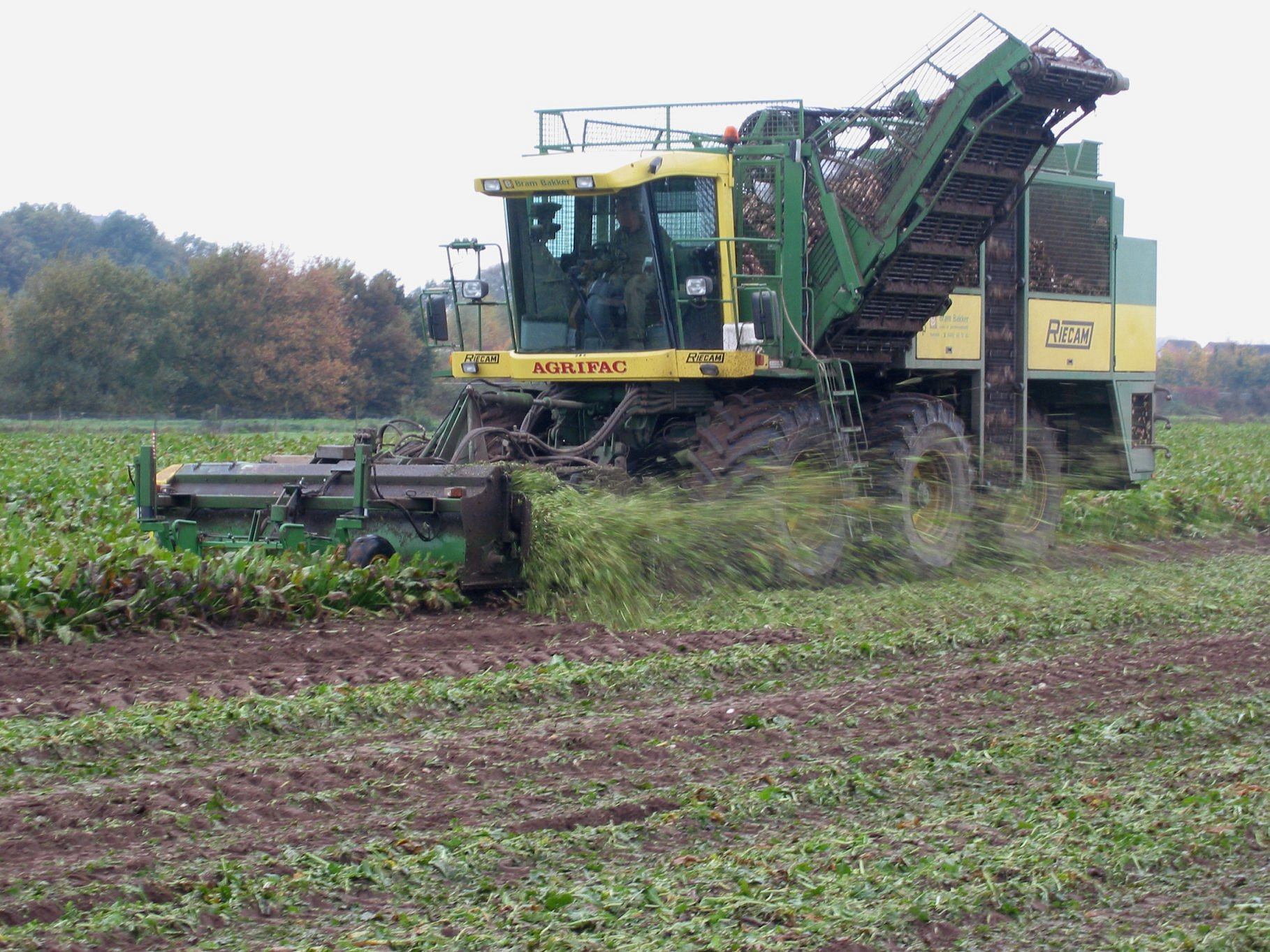
Zesrijige zelfrijdende bietenrooier met voorraadbunker

Een bietenrooier wordt gebruikt om suikerbieten machinaal te rooien.
De grootste zelfrijdende bietenrooier is een machine die 12 bietenrijen in één keer kan rooien. De meest gangbare machine is momenteel (2018) echter de zelfrijdende zesrijige bietenrooier.
Aan de voorkant van de machine zit een frees, die het blad van de bieten verwijdert. Daarachter zit een kopmes dat de kop van de biet afsnijdt. Vervolgens worden door lichters de bieten uit de grond gelicht en op een transportband gebracht. Via de transportband komen de bieten eerst op een zogenaamde zon te liggen. Dit is een ronddraaiend verticaal liggend wiel met spijlen dat de grond van de bieten zo veel mogelijk verwijdert. Vanaf de zon gaan de bieten naar een voorraadbak. Een volle bak bevat ongeveer 17.000 kg en wordt gelost in een aanhangwagen die getrokken wordt door een tractor. Deze tractor brengt de bieten naar een tijdelijk opslag.

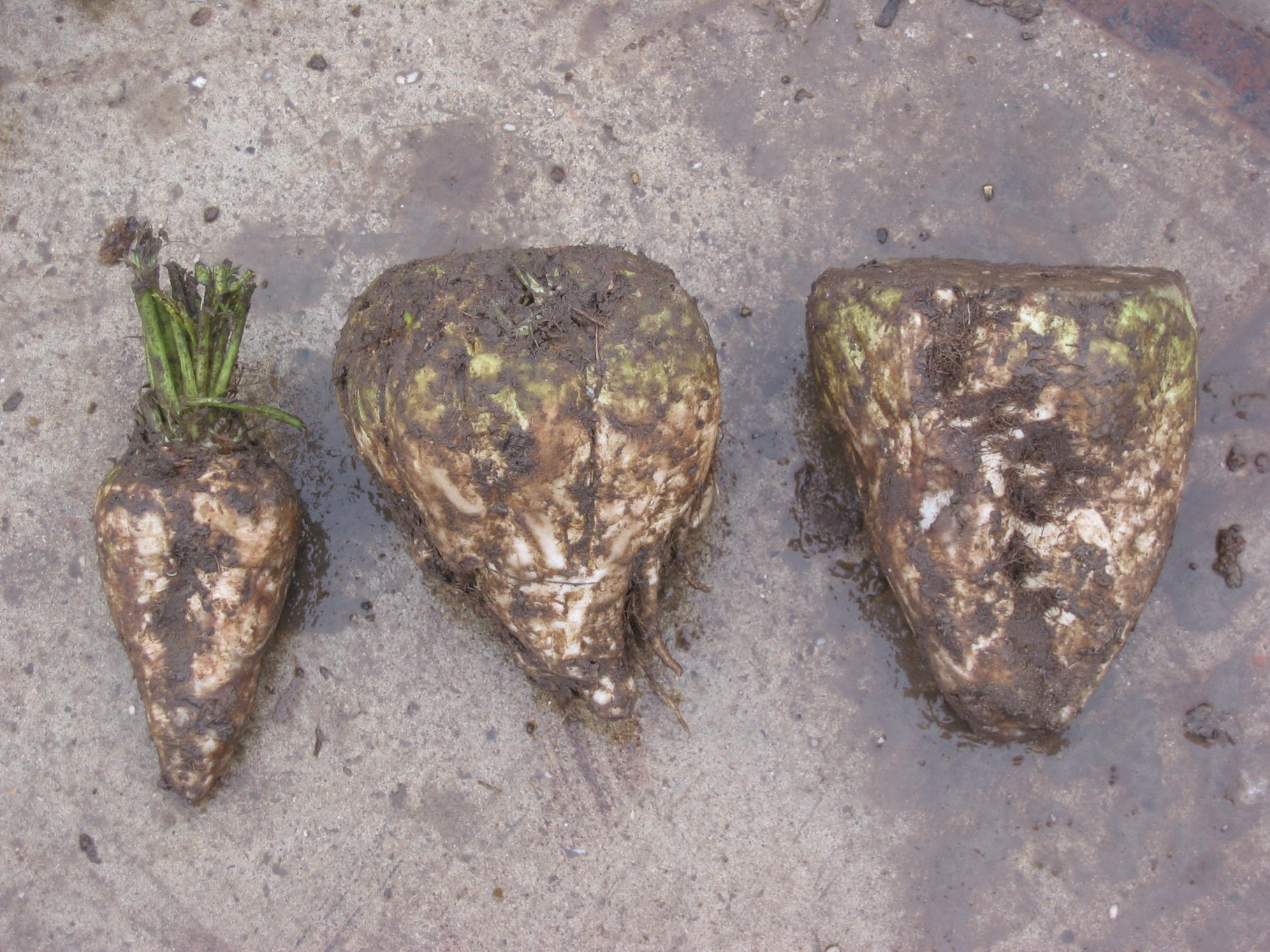
De rechter biet is goed gekopt; de middelste te hoog en de linker veel te hoog

Het kopmes moet zodanig afgesteld worden dat alleen dat gedeelte van de biet verwijderd wordt waar de bladeren op staan ingeplant.
De lichters mogen niet te hoog staan afgesteld omdat dan een te groot stuk van de punt van de biet in de grond achterblijft. Bij een te diep afgestelde lichter wordt te veel grond met de bieten meegevoerd.
De draaisnelheid van de zon mag niet te laag, maar ook niet te hoog zijn. Bij een te lage draaisnelheid wordt onvoldoende grond verwijderd en bij een te hoge treedt te veel bietbeschadiging en puntverlies op.

## Geschiedenis

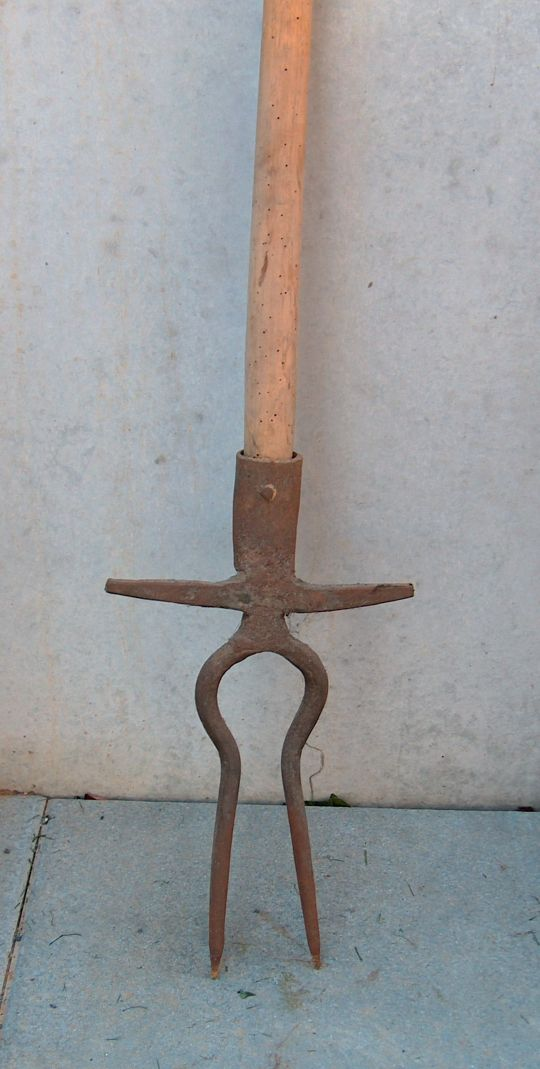
Handrooier

### Handrooien
Vóór de mechanisatie werden de bieten met de hand gerooid. Met een kopschoffel werd de kop van de biet afgestoken. De handbietenrooier werd met de voet de grond ingeduwd en vervolgens werd de biet uit de grond omhoog gewipt.

### Getrokken rooiers
De eerste rooimachine was een eenrijige rooier die getrokken werd door een tractor. Later kwamen de meerrijige getrokken rooiers. Deze machines konden in het begin de bieten niet koppen, hiervoor waren aparte, ook getrokken, kopmachines. Veel gebruikt is het twee-fase systeem, daarbij verwijdert de eerste trekker het loof, rooit de bieten en legt ze op zwad. Een tweede combinatie pakt de bieten op van de grond en reinigt ze. Later kwamen er getrokken machines die alles in een werkgang kunnen doen.

### Zelfrijdende rooiers
Ten slotte werden er de zelfrijdende rooimachines ontwikkeld. Dit ging hetzelfde als bij de getrokken machines. Eerst waren er meerdere machines nodig die allemaal een deel van de werkzaamheden doen.En later werden machines ontwikkeld die zowel het koppen als rooien in één werkgang uitvoeren. Deze machines waren 10 jaar geleden standaard nog 6 rijen, tegenwoordig zijn de machines groter geworden en kunnen ze al 9 of 12 rijen in een werkgang rooien. Ook neemt de bunker inhoud gestaag toe. Een zesrijige rooimachine weegt leeg ongeveer 20 ton en met de gerooide bieten in de bunker 40 ton.
Het voordeel van zelfrijder is dat ze, door hun specifieke bouw en grote, meer capaciteit hebben dan hun getrokken broertjes. Nadeel is echter dat ze duurder zijn, hierdoor kopen boeren gezamenlijk een rooier of een loonwerker koopt de machine.